# El Naranjal, San Felipe Orizatlán
El Naranjal är en ort i Mexiko.   Den ligger i kommunen San Felipe Orizatlán och delstaten Hidalgo, i den sydöstra delen av landet, 200 km norr om huvudstaden Mexico City. El Naranjal ligger 174 meter över havet och antalet invånare är 184.
Terrängen runt El Naranjal är kuperad åt sydväst, men åt nordost är den platt. Runt El Naranjal är det ganska tätbefolkat, med 248 invånare per kvadratkilometer. Närmaste större samhälle är Huejutla de Reyes, 17,6 km öster om El Naranjal. Omgivningarna runt El Naranjal är en mosaik av jordbruksmark och naturlig växtlighet.